# Mistral gagnant (confiserie)
Pour les articles homonymes, voir Mistral gagnant.
Le Mistral gagnant est un bonbon en poudre fabriqué par la confiserie de Lorette à Marseille dans les années 1960 et 1970.
Il se présente sous la forme d'un sachet en papier dans lequel on insère une paille en réglisse afin d'aspirer dans la bouche une poudre sucrée et parfumée qui devient pétillante sur la langue. 
Dans les années 1980, il devient sous la plume de Renaud l'emblème de son enfance dans la chanson Mistral gagnant (1985).

## Historique
La confiserie de Lorette est une entreprise marseillaise, intégrée depuis 1957 dans le groupe Haribo. 

### Prédécesseurs et origine du Mistral gagnant
Dans la production de cette entreprise,  le Mistral gagnant vient après l’Aspire frais  et le Fraisuc.
L’Aspire frais a pour paille un tuyau de réglisse. Le Fraisuc existe dans les années 1970[pas clair] avec un sachet papier coloré doté d'une paille en plastique. Cette friandise se nomme aussi Reine chantante[réf. nécessaire]. Il était vraisemblablement[pas clair] possible d'ajouter de l'eau pour obtenir une boisson gazeuse dans le sachet, mais ce n'était pas dans les coutumes des écoliers. 
La première version est vendue dans des sachets verts où la présence du mot « gagnant » permettait d'obtenir gratuitement un nouveau sachet.
Au début des années 1960, le fabricant change l'aspect du produit lors de la mise en service des locomotives électriques sur la totalité de la ligne Paris-Lyon-Méditerranée, tractant notamment les trains rapides « Mistral ». 

### Description du produit
Les sachets deviennent bleu pâle avec une face ornée de l'image stylisée d'une des locomotives portant le nom « Mistral ». Certains sachets permettent d'en obtenir un autre gratuitement si à l'intérieur, le mot « GAGNANT » apparait.
La paille du Mistral gagnant est pré-insérée dans le sachet, qui est rectangulaire mais replié aux deux coins contigus supérieurs ; l'angle supérieur du triangle formé est percé et maintient en place le tube de réglisse, qui est douce — contrairement à la réglisse du Coco Boer qui était une réglisse dure en poudre, genre Zan.
La poudre est sucrée et fruitée mais légèrement acide, pour obtenir une effet frais dit « mistral ». L'effet acide et pétillant est dû à une composition contenant de l'acide tartrique et du bicarbonate de soude comme pour la limonade, avec du sucre et d'autres ingrédients (colorants, excipients, arômes…).
Une présentation dite « soucoupe » voit ensuite le jour. Elle est constituée d'une grande gélule en pain azyme coloré, munie d'une petite paille en plastique.

### Commercialisation
Le sachet de Mistral gagnant a toujours été vendu 10 centimes (de francs 1960).
Cette friandise cesse d'être produite dans les années 1970.

## Dans l'art
Renaud évoque ses souvenirs d'enfance dans une de ses plus célèbres chansons, Mistral gagnant (1985).
Au début du film En plein cœur (1998) de Pierre Jolivet, le personnage interprété par Gérard Lanvin évoque son enfance à travers cette confiserie qui a été disponible dans une épicerie[pas clair].